# European Democrat Union
European Democrat Union var en samarbetsorganisation för konservativa och liberalkonservativa partier i olika europeiska länder. Organisationen fusionerade så småningom med Europeiska folkpartiet, där de flesta av medlemspartierna också ingick.